# Love Shoulda Brought You Home
Love Shoulda Brought You Home är den första solo-singeln från den amerikanska R&B-sångerskan Toni Braxton. Låten skrevs av Babyface, Daryl Simmons och Bo Watson som soundtrack till den amerikanska romantiska komedifilmen Boomerang utgiven 1992. Låten blev en topp-fyrtio hit i USA och sångerskans andra topp-fem hit i rad efter duetten "Give U My Heart" med Babyface också utgiven 1992. Ett år senare efter att "Love Shoulda Brought You Home" släpptes inkluderades låten på Braxtons debutalbum, Toni Braxton.
Sångens titel är tagen från repliken när Halle Berrys karaktär, Angela Lewis, argt säger till sin man, Marcus Graham (Eddie Murphy), som varit hos en annan kvinna under natten; "Love should've brought your ass home last night". 

## Musikvideo
Musikvideon regisserades av Ralph Ziman och visar en arg Toni Braxton i en lång sweatshirt, som hon bär som klänning. Hon är trött på sin pojkvän och bevisar att om han verkligen skulle ha brytt sig så skulle kärleken ha fått hem honom under natten. 

## Format och innehållsförteckningar
U.S. CD single
1. "Love Shoulda Brought You Home" (Radio Edit) – 4:16
2. "Love Shoulda Brought You Home" (Album Version) – 4:56
3. "Love Shoulda Brought You Home" (Slow Sensual Mix) – 3:33

UK CD single
1. "Love Shoulda Brought You Home" (Radio Edit) – 4:16
2. "How Many Ways" (R. Kelly Radio Edit) – 4:02
3. "How Many Ways" (Radio Edit Album Version) – 4:20
4. "The Christmas Song" – 3:25

## Listor
| Lista (1992)                         | Topp position |
| ------------------------------------ | ------------- |
| U.S. Billboard Hot R&B/Hip-Hop Songs | 4             |
| Lista (1993)                         | Topp position |
| U.S. Billboard Hot 100               | 33            |
| Lista (1994)                         | Topp position |
| UK Singles Chart                     | 33            |